# Radijalna bušilica
Radijalna bušilica ili je vrsta bušilice koja mijenja položaj vretena na zakretnoj gredi, a obradak je nepokretan.

## Objašnjenje
Radijalne bušilice se upotrebljavaju za strojnu obradu provrta i uvrta na većim izratcima koji se zbog svoga oblika i težine ne mogu pomicati ispod radnog vretena za bušenje. Izradak se učvršćuje na podnožje ili stol radijalne bušilice. Bušno vreteno može, premještajući se vodoravno na brvnu (konzoli), polarno zaokretanjem oko stupa i okomito zajedno s brvnom na stupu, zauzeti svaki položaj unutar stanovitog prostora nad izratkom. Brvno se može zaokretati oko stupa za 360˚ i prema tome mogu se radijalnim bušilicama obrađivati i izraci koji su postavljeni u krugu oko stupa. Postoje radijalne bušilice s običnim podnožjem, s dvostrukim protupoloženim podnožjem, s križnim i s kružnim podnožjem.
Veći se izraci učvršćuju na podnožju koje ima T-utore, a manji se izraci stave na kockasti stol, ili na nagibni stol, ili na nagibni stol s kružnom diobenom pločom. Nagibni i nagibno-diobeni stolovi omogućuju u jednom zahvatu izratka bušenje provrta i uvrta pod raznim nagibima osi provrta i uvrta.
Podnožje radijalne bušilice je vrlo kruto. U njemu se nalazi spremište sredstva za hlađenje, u koje je uronjena električna pumpa (crpka). Na podnožju je jakim vijcima učvršćen kruti stup 1, oko kojeg se može zaokretati pomični stup 2. Brvno 3 pomiče se okomito elektromotorom 4; ovaj preko zupčanog prigona pokreće navojno vreteno 5, a ono preko navojne matice zahvaća brvno. Mehaničkim ili hidrauličnim prijenosom posebni stezni motor zaokretanjem steznog vretena 6 učvršćuje preko poluge brvno na pomični stup 2, a preko ekscentra 8 i obuhvatnih dvodijelnih konusnih čeljusti 9 pomični stup 2 na čvrsti stup 1. Sva potrebna učvršćenja mogu se izvršiti i rukom. Dilatirana (toplinski istegnuta) lisnata opruga 10 pri otkočenoj stezi 9 podiže pomični stup za oko 0,03 do 0,05 mm, zbog čega se cijeli pomični stup s brvnom i vreteništem može na uzdužnom (aksijalnom) kugličnom ležaju lagano zaokretati. Zračnost se udešava vijcima 11. Pomični je stup gore poprečno (radijalno) uležišten u kuglični, a dolje u veliki igličasti ležaj. Čeljusna stega znatno ukrućuje pomični stup i brvno, i ona sprečava vretenište, to jest bušno vreteno, da se za vrijeme bušenja djelovanjem uzdužne (aksijalne) sile bušenja izdigne. 
|                                   |                                     |                                      |                                             |
| Presjek stupa radijalne bušilice. | Presjek glavnog prigona vreteništa. | Skica vreteništa radijalne bušilice. | Dijagram brzina vretena radijalne bušilice. |

Glavni pogonski elektromotor pričvršćen je na vretenište. Dvostruka lamelna spojka s kočnicom (nije ucrtana) omogućuje da se, ne prekidajući rad elektromotora, bušno vreteno stavi u pogon ili zaustavi, ili da mu se mijenja smjer okretanja pri rezanju navoja. U glavnom prigonu ugrađene su 3 pune osovine A, B, C, 3 šuplje osovine D, E i F i niz zupčanika i zupčano-čeljusnih spojki, koji razmještanjem daju glavnom vretenu F 24 brzine okretanja. U vreteništu je ugrađena i zupčana pumpa kojom se podmazuju svi pokretni dijelovi vreteništa i posmičnog prigona. Dijagram brzina okretanja svih osovina u glavnom prigonu vreteništa prikazan je na slici. Prigon daje 24 brzine bušnom vretenu (od 21,4 do 1570 okr/min). Postignuti brojevi okretaja odstupaju od brojeva koji su propisani tablicom, ali se ovo odstupanje nalazi u dozvoljenim granicama. Kod malih brojeva okretaja (većeg promjera svrdla) stepenasti je skok φ ≈ 1,25, kod velikih brojeva (manjeg i malog promjera svrdla) φ ≈ 1,12, što odgovara potrebama obrade. Glavno vreteno zahvaćeno je šupljom osovinom F preko klinastog zahvata i uležišteno je u pinoli u dva poprečna (radijalna) specijalna kuglična ležaja i dva uzdužna (aksijalna) kuglična ležaja. Pinola je bez zazora uležištena u vreteništu tako da i pri najvećem uzdužnom posmičnom pritisku bušno vreteno ne izmiče iz svog okomitog položaja. 
Posmični prigon na slici daje 12 različitih posmaka. Ugrađena sigurnosna čeljusna spojka onemogućuje preopterećivanje ovog prigona. U posmičnom pužnom kolu ugrađena je poprečno (radijalno) trokutasta užlijebljena spojka 2, u koju zahvaćaju dvije nazubljene čeljusti 3. Ova se spojka zatvara i otvara pomicanjem križne ručke 4, koja preko potege 5, kugle 6 i svornjaka 7 izdiže dvije čeljusti 3, ili se čeljusti iskopčavaju djelovanjem navojnog pera 8. 
Ručno se ukopčava i iskopčava posmak križnim ručkama 4, a kad je uključen automatski posmak, automatsko iskopčavanje vrši posebna poluga djelovanjem graničnika na mjernoj ploči 9. Graničnik podiže uključenu polugu koja preko prijenosa iskopčava čeljusnu spojnicu na osovini posmičnog puža (kao na stupnim bušilicama). Iskopčavanje nije pod utjecajem uzdužne (aksijalne) posmične sile i zbog toga osigurano je lagano i točno (što se dubine bušenja tiče) isključenje posmaka. Tom posebnom polugom može se ručno ukopčati i iskopčati posmak vretena ako su uključene križne ručke.
Brzine okretanja glavnog vretena i brzine posmaka mogu se birati nakon svake izvršene operacije obrade ručno raznim polugama i predbiranjem. U predbiranju se izbor brzina vrši za vrijeme rada stroja, a nove se brzine uključuju pritiskom na jedno dugme ili pomakom samo jedne poluge. Postoje i programirane radijalne bušilice kod kojih je cijeli ciklus brzina određen programom. Brzine se automatski mijenjaju nakon što je prethodna operacija obrade izvršena. Veće radijalne bušilice snabdjevene su i brzim hodom vreteništa duž brvna. Brzi hod se postiže posebnim elektromotorom i iznosi oko 2 m/min. U prigon ugrađena lamelna sigurnosna spojka sprečava lom alata ili drugih dijelova pri sudaru s izratkom ili pri sudaru s graničnicima.
Na učin bušenja mnogo djeluje i krutost radijalnih bušilica. Znatne uzdužne (aksijalne) posmične sile (do 30 000 N) izdižu brvno i zato se bušno vreteno izmiče iz potrebnog okomitog položaja zavisno od veličine posmične sile. Utjecaj krutosti radijalne bušilice na učin bušenja prikazuju dijagrami bušenja dviju radijalnih bušilica veće i manje krutosti (vidi sliku). Za manje krutu bušilicu je vrijeme napuštanja i bušenja nego za bušilicu kruće konstrukcije, zbog znatnijeg izdizanja brvna i vreteništa. Pri prolazu svrdla kroz provrt posmična sila se naglo smanjuje, progib brvna se također naglo smanjuje i svrdlo pod povećanim posmakom, djelovanjem padajućeg brvna, naglo prolazi kroz provrt, te dolazi do loma alata. Osim toga su zbog izmicanja bušnog vretena iz okomitog položaja svrdla poprečno (radijalno) opterećena pa nastaje znatno trenje na plaštu provrta. 
Radijalne bušilice dijele se na otvorene i okvirne. Na okvirnima je brvno posredstvom posebnog stupa vezano za vodoravnu polukružnu vodilicu, a one imaju i posebni vodoravni posmični stol koji je vođen prizmatičnim vodilicama. Kad se ove bušilice snabdiju optičkim mjernim sustavom, približavaju se po svojim svojstvima koordinatnim bušilicama.
Za strojnu obradu razmjerno malih izradaka služe brze radijalne bušilice. Iza čvrstog stola s T-utorima uzdiže se stup koji se može zaokrenuti za 360˚ zajedno s izvlačnim brvnom na kojem se nalazi vretenište s pogonskim motorom. Broj okretaja bušnog vretena bestepeno je podesiv između 115 i 1580 okr/min. Učin bušenja iznosi do 23 mm, dubine bušenja do 125 mm, okomiti pomak vreteništa 375 mm, najveći uspon 585 mm, snaga motora 1,4 kW. 
Na velikim izracima izrađuju se provrti i uvrti s pomoću prenosivih radijalnih bušilica, osobito ako se ne postavljaju preoštri zahtjevi za točnost i toleranciju izbušenih rupa. Na prenosivom podnožju, koje se može namjestiti vodoravno (horizontirati) s pomoću vijaka, može se na vodilicima premještati (elektromotorom) klizna ploča na kojoj se nalazi stup. Stup obuhvaća poduža puškica u čijim se vodoravnim vodilicama može premještatit brvno. Najmanji je uspon oko 1200 mm, a najveći oko 2000 mm. Brvno zajedno s vreteništem i puškicom može se zaokrenuti za 360˚ oko stupa. Vretenište se može u ravnini brvna zaokrenuti za 180˚, a u ravnini okomitoj na brvno za 360˚. Glavno bušno vreteno može zauzeti svaki položaj u prostoru. Bušilica se prenosi dizalicom do izratka koji se mora obraditi. Svi prostorno podešljivi dijelovi se blokiraju prije operacije bušenja. Promjer bušnog vretena iznosi oko 60 mm, Morse-konus ima broj 4, dubina bušenja je 300 mm, a brojeva okretaja ima 9, od 45 do 800 okr/min, posmaka 3, od 0,08 do 0,3 mm/okr, hod klizne ploče do 2000 mm, okomiti pomak brvna do 1500 mm.
Učin (kapacitet) bušenja srednjih radijalnih bušilica u puni materijal kreće se od 32 do 100 mm, učin provrtanja od 60 do 150 mm, učin izbušivanja od 80 do 180 mm, učin izrezivanja od 135 do 300 mm, učin rezanja navoja do 3" ili M88, najveći ispon vreteništa na brvnu od 1050 do 3500 mm, najmanji ispon od 250 do 400 mm, promjer stupa od 250 do 630 mm, promjer glavnog vretena od 35/65 do 65/105 mm, Morse-konus od 3 do 5, dubina bušenja od 300 do 500 mm, brojevi okretaja od 100 do 4200 okr/min do od 30 do 1300 0kr/min, posmak od 0,06 do 3,5 mm/okr, dozvoljena sila posmičnog pritiska od 8000 do 35000 N, snaga pogonskog motora od 2,9 do 12 kW.
|                          |                                                                    |                               |
| Brza radijalna bušilica. | Dijagram bušenja dviju radijalnih bušilica, veće i manje krutosti. | Prenosiva radijalna bušilica. |